# もしも叶うなら
『もしも叶うなら』（もしもかなうなら、Magari）は2019年のイタリア・フランスのコメディドラマ映画。
ジネヴラ・エルカン監督のデビュー作で、出演はリッカルド・スカマルチョとアルバ・ロルヴァケルなど。
離婚した両親が仲直りすることを願っている8歳の少女が離れて暮らしている父親と休暇を過ごす姿を切なくもコミカルに描いた家族ドラマ。
2019年8月に開催された第72回ロカルノ国際映画祭で初上映され、ピァッツァ・グランデのオープニング上映に選ばれた。
日本では2021年5月から6月まで開催された「イタリア映画祭2021」で劇場公開された他、オンライン配信された。

## ストーリー
1980年代のパリ。8歳の少女アルマは、2人の兄セバスティアーノとジャン、母シャルロット、継父パヴェルと暮らしている。シャルロットがパヴェルとの間の子を妊娠し、安静が必要なことから、3人の子供たちはローマに住んでいる実の父カルロとともに年末の休暇を過ごすことになる。
映画脚本家のカルロは経済的な問題を抱えているだけでなく、仕事の面でも危機的状況にあり、一旦は子供たちを裕福な両親のもとに預けるが、新しく仕事上のパートナーとなったベネデッタとともに、子供たちをサバウディアの海に連れて行く。しかし、敬虔な正教会信者の母や継父と異なり、楽しく魅力的だが奔放でいい加減なカルロとの生活は、様々な軋轢を生むことになる。そんなある日、テレビ番組のサイボーグに憧れるジャンが高所から飛び降りて怪我をし、入院する騒ぎが起きる。パリから駆けつけたシャルロットは、小児糖尿病を患うジャンの面倒をカルロが十分に見ていなかったせいだと責める。実際には糖尿病は関係なかったのだが、シャルロットは子供たちをパリに連れて帰ることにする。一方、カルロは執筆した脚本が認められて映画化が決まる。そして子供たちが経つまでの束の間、かつての家族5人は水入らずの時間を過ごすことになる。かねてより両親が復縁して家族5人で暮らすことを夢見ていたアルマは、わずかな時間とは言え、願いが叶ったと思う。

## キャスト
- カルロ: リッカルド・スカマルチョ - 映画脚本家。ハンサムなプレイボーイ。
- ベネデッタ: アルバ・ロルヴァケル - カルロの仕事上のパートナー。
- アルマ: オロ・デ・コムマルク - カルロの娘。
- ジャン: エットーレ・ジュスティニアーニ - カルロの次男。アルマの兄。小児糖尿病。
- セバスティアーノ: ミロ・ルーセル - カルロの長男。アルマの兄。
- シャルロット: セリーヌ・サレット - アルマたちの母親。カルロの元妻。
- オルガ: フロリンダ・ボルカン（ポルトガル語版） - カルロの母。
- ウーゴ: ジョヴァンニ・ヴィセンティン（イタリア語版） - カルロの父。
- ブルース: ブレット・ゲルマン（英語版） - カルロのアメリカ人の友人。骨董商。
- パヴェル: バンジャマン・バロシュ - シャルロットの夫。アルマたちの継父。
- マルコ: ルイジ・カターニ（イタリア語版） - アルマたちが出会った地元のハンサムで優しい少年。
- パスクァーレ: ダニエリ・ヴィコリト（イタリア語版） - ブルースの友人。口のきけない料理人。

## 封切り
COVID-19のパンデミック対策のため、劇場公開は十分に行えなかった。
2020年5月21日からライ・チネマがライプレイで独占的に配信している。

## 作品の評価

### 映画批評家によるレビュー
Rotten Tomatoesによれば、6件の評論の全てが高評価で、平均点は10点満点中6点となっている。

### 受賞歴
| 賞                                   | 部門       | 対象                 | 結果       |
| ------------------------------------ | ---------- | -------------------- | ---------- |
| 第66回ダヴィッド・ディ・ドナテッロ賞 | 新人監督賞 | ジネヴラ・エルカン   | ノミネート |
| 第66回ダヴィッド・ディ・ドナテッロ賞 | 助演女優賞 | アルバ・ロルヴァケル | ノミネート |
| 第75回ナストロ・ダルジェント賞       | 新人監督賞 | ジネヴラ・エルカン   | ノミネート |
| 第75回ナストロ・ダルジェント賞       | 助演女優賞 | アルバ・ロルヴァケル | ノミネート |